# Geranomyia cinereinota
Geranomyia cinereinota är en tvåvingeart som beskrevs av Alexander 1913. Geranomyia cinereinota ingår i släktet Geranomyia och familjen småharkrankar. Inga underarter finns listade i Catalogue of Life.